# 豪恩多夫魏爾湖

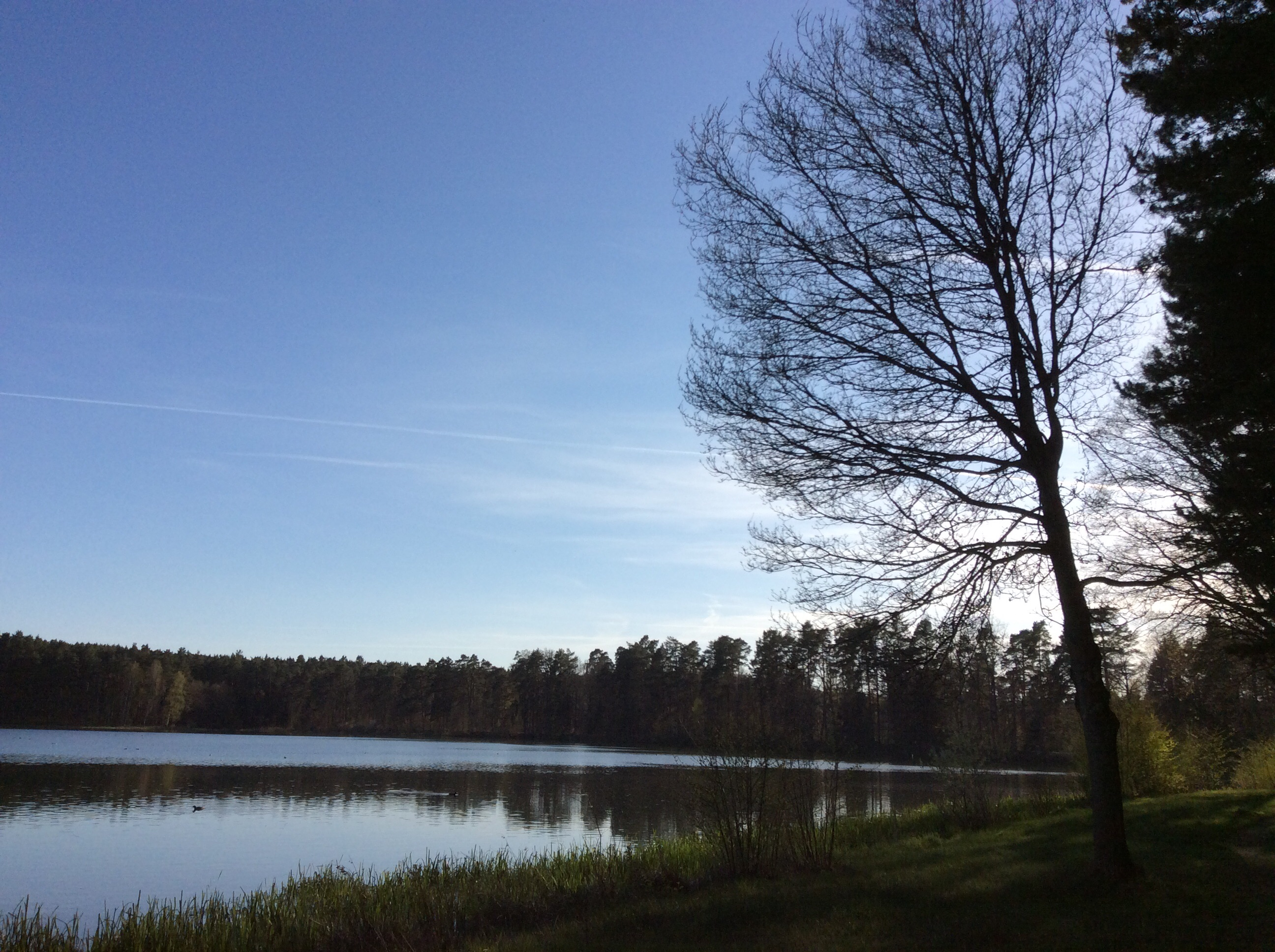

49°09′58″N 10°45′39″E / 49.166240°N 10.760734°E
豪恩多夫魏爾湖（德語：Haundorfer Weiher），'是德國的湖泊，位於該國東南部，由巴伐利亞州負責管轄，處於豪恩多夫，長0.5公里、寬0.3公里，面積2.8平方公里，海拔高度429米，湖岸線長度1.5公里。